# Viktor Korošec

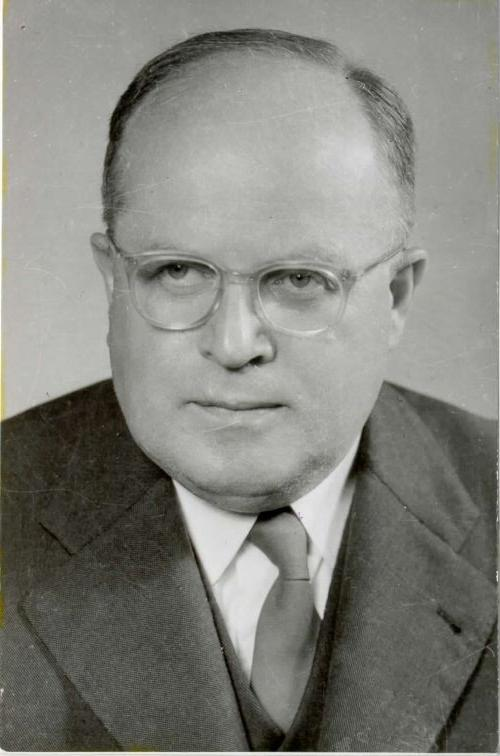
Viktor Korošec (1957)

Viktor Korošec (* 7. Dezember 1899 in Kranj, Österreich-Ungarn; † 16. November 1985 in Ljubljana, SFR Jugoslawien) war ein jugoslawischer Rechtshistoriker.
Korošec studierte ab 1918 zunächst katholische Theologie in Ljubljana, dann Rechtswissenschaft in Ljubljana und München. Nach seinem juristischen Examen 1924 wurde er Sekretär der juristischen Fakultät der Universität Ljubljana. Von 1924 bis 1926 studierte er mit einem Stipendium Rechtsgeschichte bei Paul Koschaker in Leipzig. 1926 wurde er in Ljubljana zum Dr. jur. promoviert. Nach seiner Habilitation 1927 wurde er Dozent an der juristischen Fakultät der Universität Ljubljana. 1928/29 verbrachte er erneut in Leipzig, um dort altorientalische Sprachen zu studieren und sich mit Keilschriftrecht zu beschäftigen. 1930 wurde er außerordentlicher Professor, 1935 ordentlicher Professor für Römisches Recht an der Universität Ljubljana. Daneben lehrte er an der philosophischen Fakultät orientalische Sprachen und Geschichte.
Korošec zählte zu den wichtigsten Keilschriftrechtlern seiner Zeit, so schrieb er etwa den Artikel „Keilschriftrecht“ für das Handbuch der Orientalistik, insbesondere beschäftigte er sich mit dem hethitischen Recht. Er war der bekannteste slowenische Romanist des 20. Jahrhunderts und schrieb den grundlegenden Überblick über das römische Recht in slowenischer Sprache.

## Veröffentlichungen (Auswahl)
- Die Erbenhaftung nach römischem Recht (Leipziger rechtswissenschaftliche Studien 29), Leipzig 1927 (= Habilitationsschrift)
- Hethitische Staatsverträge. Ein Beitrag zu ihrer juristischen Wertung (Leipziger rechtswissenschaftliche Studien 60), Leipzig 1931
- Keilschriftrecht. In: Orientalisches Recht, Handbuch der Orientalistik 1. Abteilung Ergänzungs-Band 3. Brill, Leiden 1964, S. 49–219
- Rimsko pravo
  - 1. del: Splošni del, osebno, stvarno in obligacijsko pravo, Ljubljana 1967
  - 2. del: Rodbinsko, dedno in civilno pravdno pravo, Ljubljana 1969